# Tunisair

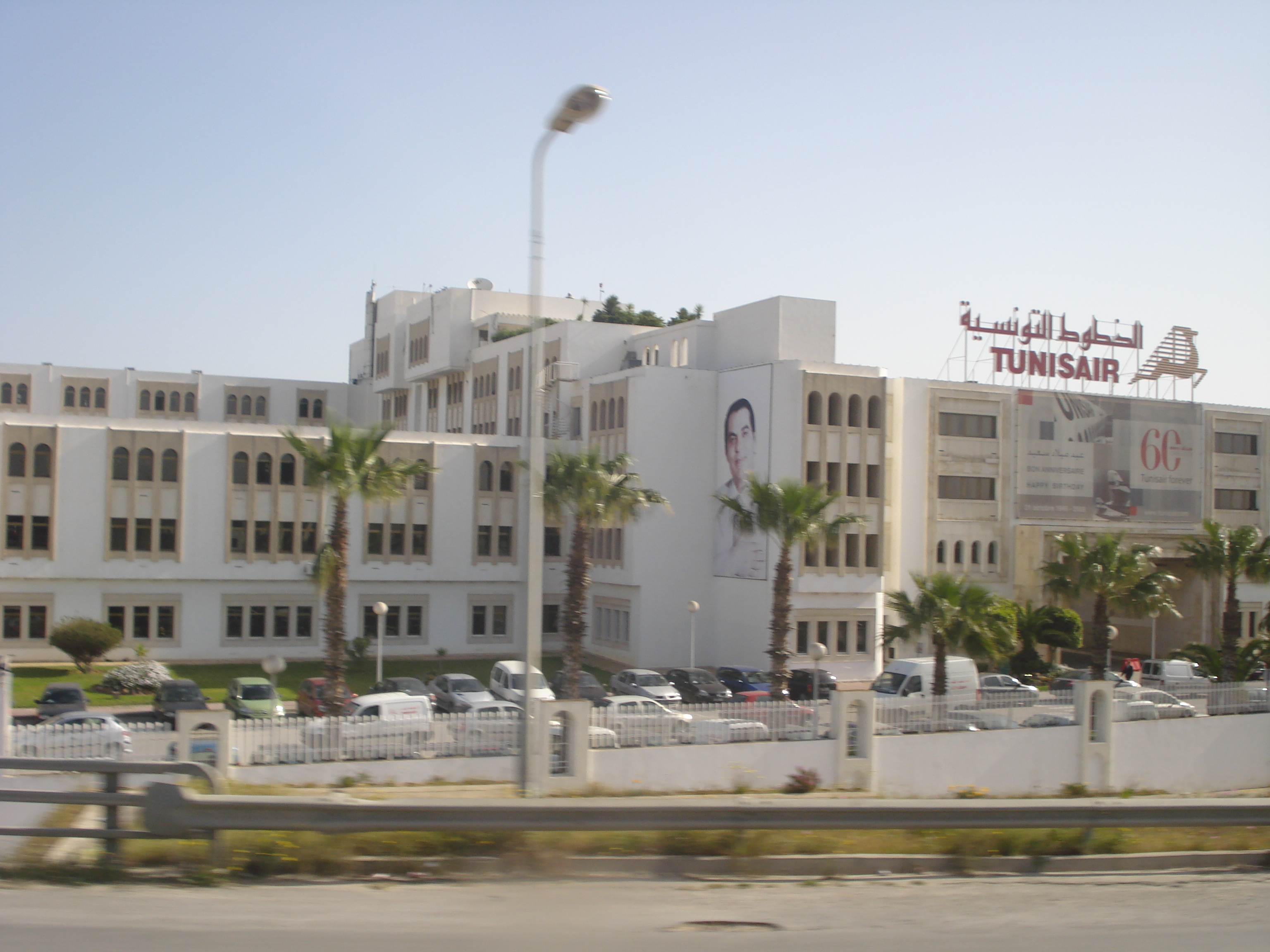
Het hoofdkantoor van Tunisair

Tunisair (Arabisch: الخطوط التونسية, al-chututṭ al-tūnisiya) is de nationale luchtvaartmaatschappij van Tunesië. Tunisair vliegt op circa 50 bestemmingen als lijndienst en ruim 80 bestemmingen als charter. Tunisair is lid van de Arab Air Carriers Organization. Tunisair is in 1948 door Air France opgericht. De eerste vlucht van Tunisair vond plaats op 1 april 1949.

## Bestemmingen

### Binnenland
Binnenlandse vluchten worden uitgevoerd door Tunisair Express.

### Buitenland

#### Afrika
Abidjan -
Algiers -
Bamako -
Benghazi -
Caïro -
Casablanca -
Dakar -
Tunis Airport -
Enfidha Airport Sousse -
Nouakchott -
Ouagadougou-
Oran -
Tripoli

#### Europa
Amsterdam Airport Schiphol -
Athene -
Bahrein -
Barcelona -
Berlijn -
Bordeaux -
Brussel -
Düsseldorf -
Frankfurt -
Genève -
Hamburg -
Keulen -
Koeweit -
Lissabon -
Londen -
Luxemburg -
Lyon -
Madrid -
Malta -
Marseille -
Milaan -
München -
Nantes -
Nice -
Parijs -
Rome -
Straatsburg -
Toulouse -
Venetië -
Wenen -
Zürich

#### Azië
Amman - Damascus - Jeddah - Doha - Dubai - Beiroet - Istanboel - Erbil (gepland)

#### Noord-Amerika
Montréal - New York vanaf december 2018

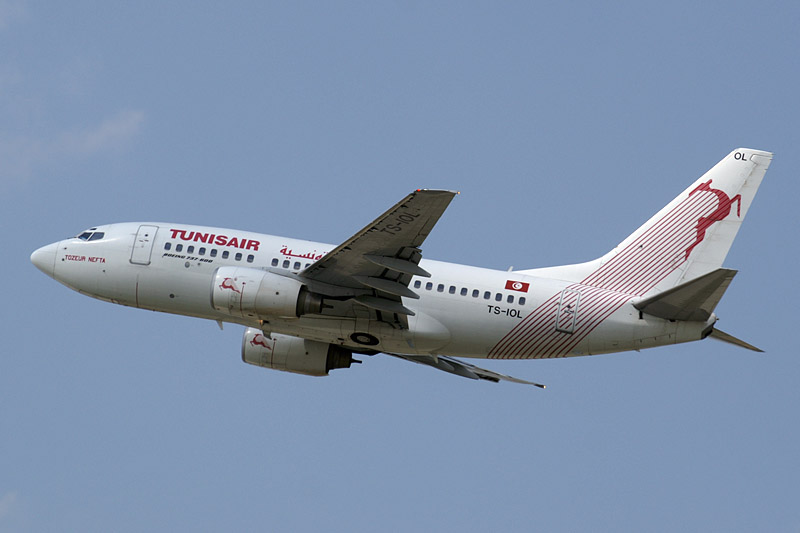
Boeing 737-600 (Tozeur Nefta)

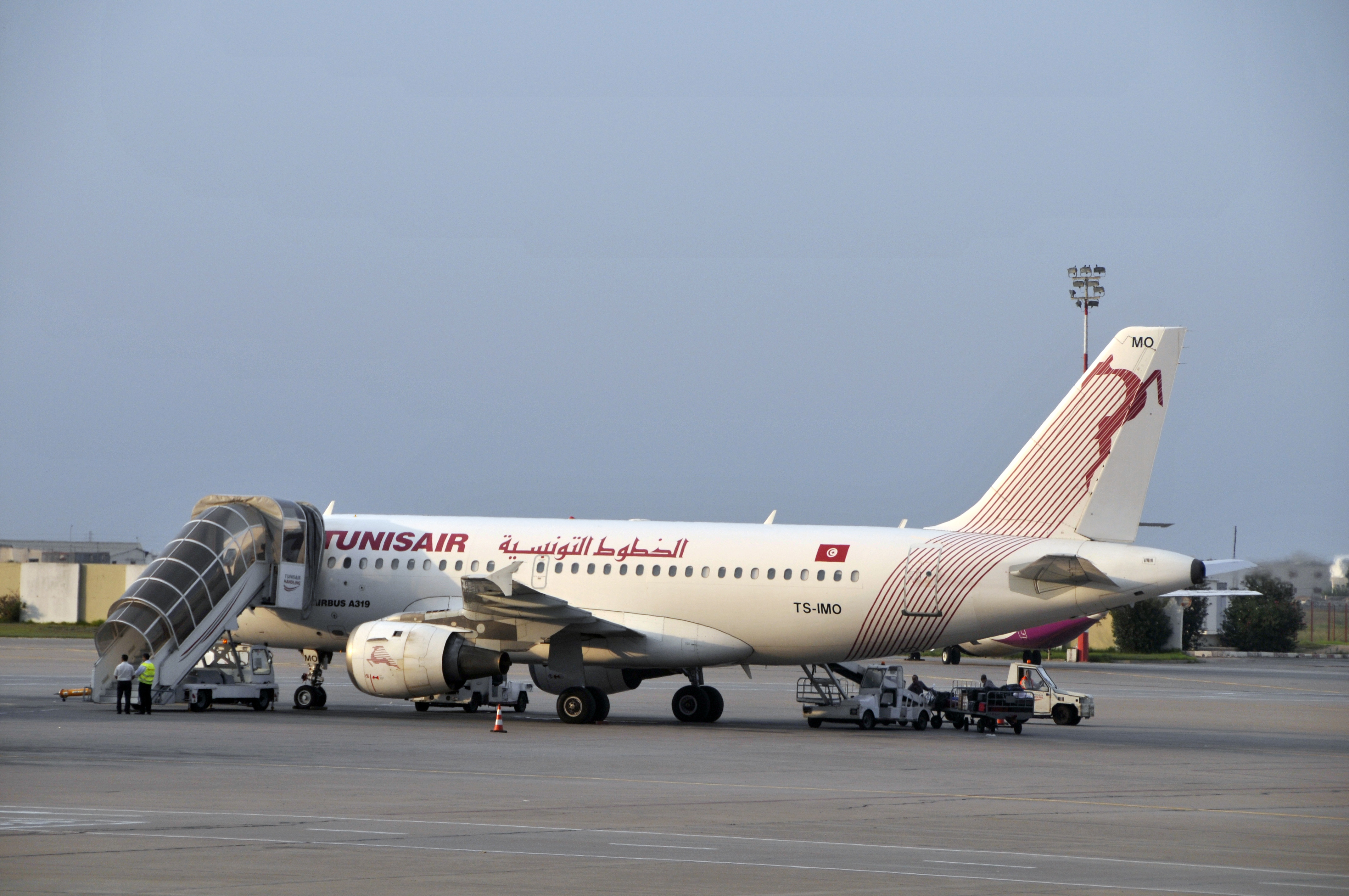
Airbus A319-ER (Hannibal)

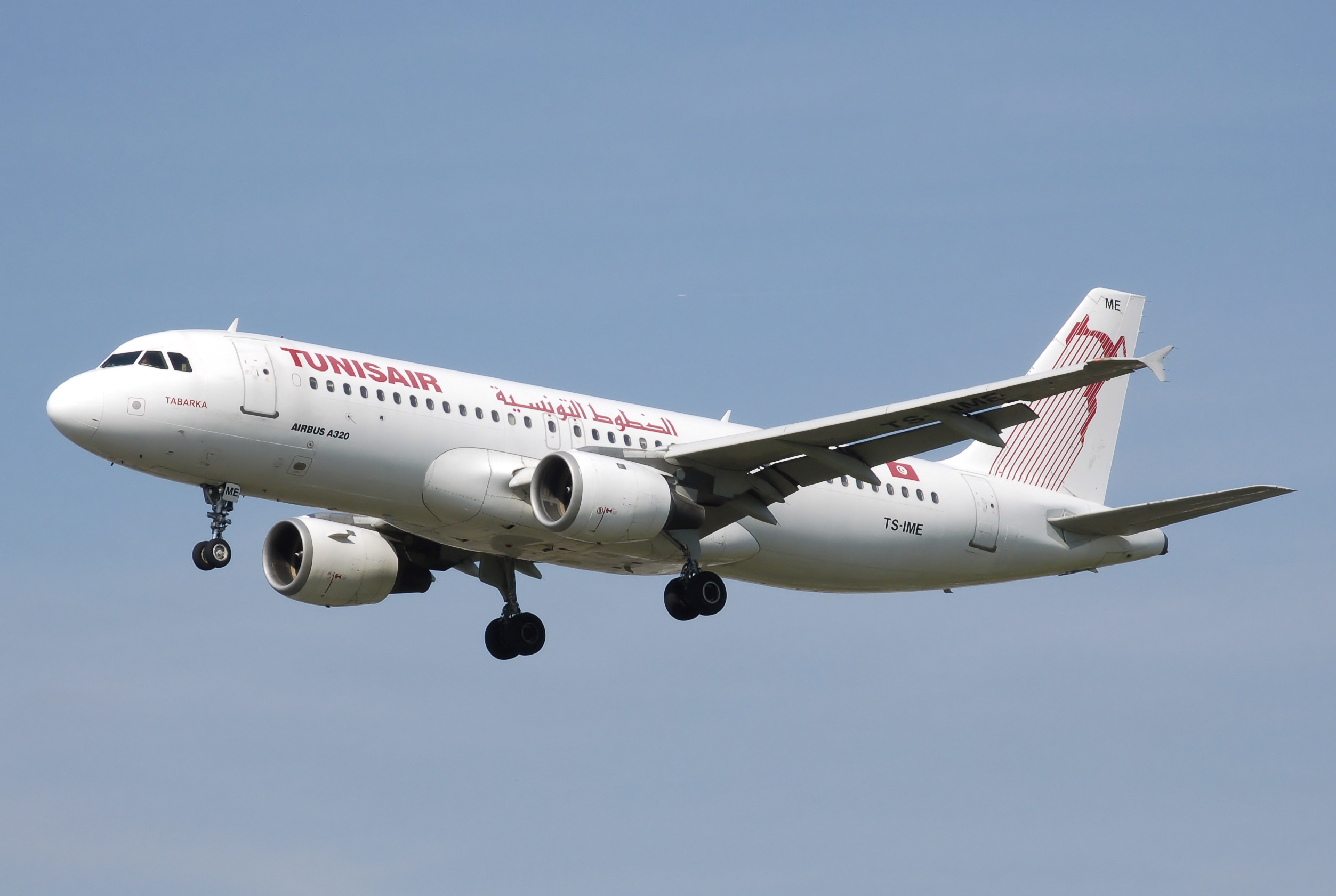
Airbus A320-211 (Tabarka)

## Vloot
Tunisair beschikte in oktober 2017 over 29 vliegtuigen:
| Vliegtuig       | In dienst | Bestellingen | Passagiers (Business/Economy) | Opmerkingen |
| --------------- | --------- | ------------ | ----------------------------- | ----------- |
| Airbus A319-100 | 4         | 0            | 106 (16/90) 144 (0/144)       | (2 A319ER)  |
| Airbus A320-200 | 16        | 4            | 145 (25/120) 174 (0/174)      |             |
| Airbus A330-200 | 2         | 0            | 266 (24/242)                  |             |
| Boeing 737-600  | 7         | 0            | 126 (0/126)                   |             |
| Totaal          | 29        | 4            |                               |             |

In oktober 2010 was de gemiddelde leeftijd van de vloot 14,1 jaar.
| Vliegtuig         | In dienst |
| ----------------- | --------- |
| ATR 42            | 3         |
| ATR 72            | 1         |
| Bombardier CRJ900 | 1         |
| Totaal            | 5         |

## Hoofdkantoor
Het hoofdkantoor van Tunisair is gevestigd aan de Boulevard du 7 Novembre 1987 in de omgeving van Luchthaven Tunis-Carthage. Tijdens en na de oprichting in 1948 zetelde Tunisair aan de 1 Rue d'Athènes in Tunis.

## Incidenten & Ongelukken
Tunisair heeft in haar 65-jarig bestaan nog géén enkel ongeluk gehad. Dit is een van de minst voorkomende luchtvaartmaatschappijen die nog nooit een ongeluk op hun naam hebben staan.
Tuninter (nu Tunisair Express) een dochtermaatschappij van Tunisair maakte op 6 augustus 2005 een noodlanding op zee (Vlucht 1153), waarbij 16 mensen om het leven kwamen. Het toestel was met 35 passagiers en 4 bemanningsleden aan boord op weg van Bari naar Djerba, maar kreeg te kampen met technische problemen, waarna het in open zee terechtkwam, 26 km ten noordoosten van het vliegveld Palermo-Punta Raisi.